# Pölöskei Gábor
Pölöskei Gábor (Mosonmagyaróvár, 1960. október 11. –) magyar válogatott labdarúgó. A Rába ETO, a Ferencváros, és az MTK csatára. Tagja volt 1982-es spanyolországi világbajnokságon részt vevő csapatnak. Az MTK és a Honvéd vezetőedzője volt. Fiai, Pölöskey Péter és Pölöskei Zsolt szintén labdarúgók.

## Pályafutása

### Klubcsapatban
1970-ben Kapuváron kezdte a labdarúgást. 15 évesen került a Rába ETO-hoz, ahol 1978-ban mutatkozott be élvonalbeli mérkőzésen. 1979-ben az MNK-győztes csapat tagja volt. 1981-ben a bajnok Ferencváros szerződtette. A zöld-fehérekkel két bajnoki ezüstérmet szerzett. Mind kétszer volt klubjával szemben vesztették el a bajnokságot. A nyolcvanas évek közepén az FTC folyamatosan a középmezőnyben végzett, nem ért el komolyabb sikert. 1987-ben az, akkor bajnok MTK-hoz igazolt. Négy idény alatt egy-egy bajnoki ezüst- és bronzérem volt a legjobb eredménye. A bajnoki címet itt sem sikerült megszereznie. 1991 és 1993 között a svájci SR Delémont labdarúgója volt. Ezt követően még szerepelt az MTK-ban, majd itt befejezte élvonalbeli pályafutását.

### A válogatottban
1980 és 1987 között 15 alkalommal szerepelt a válogatottban és négy gólt szerzett. 1982-ben tagja volt a spanyolországi világbajnokságon részt vevő csapatnak, ahol Salvadornak és Argentínának is gólt rúgott.

### Edzőként
2000-01-es idényben 28 mérkőzésen ült az MTK kispadján. 2008-09-ben a Bp. Honvéd vezetőedzője volt összesen 16 mérkőzésen. A tavaszi nyitófordulóban a Vasas otthonában elszenvedett 3-1-es vereség után távozni kényszerült.

## Családja
Felesége Áder Annamária pedagógus, Áder János köztársasági elnök húga. Fiai, Pölöskey Péter és Pölöskei Zsolt szintén labdarúgók.

## Sikerei, díjai
- Magyar bajnokság
  - 2.: 1981-82, 1982-83 (Ferencváros), 1989-90 (MTK-VM)
  - 3.: 1988-89 (MTK-VM)
- Magyar Népköztársasági Kupa (MNK)
  - győztes: 1979 (Rába ETO)

## Statisztika

### Mérkőzései a válogatottban
| Magyarország | Magyarország         | Magyarország                            | Magyarország | Magyarország | Magyarország  | Magyarország  | Magyarország | Magyarország |
| #            | Dátum                | Helyszín                                | Hazai        | Eredmény     | Vendég        | Kiírás        | Gólok        | Esemény      |
| ------------ | -------------------- | --------------------------------------- | ------------ | ------------ | ------------- | ------------- | ------------ | ------------ |
| 1.           | 1980. szeptember 24. | Budapest, Népstadion                    | Magyarország | 2 – 2        | Spanyolország | barátságos    | -            | 12'          |
| 2.           | 1980. október 8.     | Bécs, Práter stadion                    | Ausztria     | 3 – 1        | Magyarország  | barátságos    | -            |              |
| 3.           | 1982. február 11.    | Auckland, Smart-stadion                 | Új-Zéland    | 1 – 2        | Magyarország  | barátságos    | -            |              |
| 4.           | 1982. február 14.    | Christchurch, II. Erzsébet Stadion      | Új-Zéland    | 1 – 2        | Magyarország  | barátságos    | 1            | 50'          |
| 5.           | 1982. március 24.    | Budapest, Népstadion                    | Magyarország | 2 – 3        | Ausztria      | barátságos    | -            | 59'          |
| 6.           | 1982. április 18.    | Budapest, Népstadion                    | Magyarország | 1 – 2        | Peru          | barátságos    | -            |              |
| 7.           | 1982. június 15.     | Elche, Nueva Estadio (ESP)              | Magyarország | 10 – 1       | Salvador      | vb-csoportkör | 1            | 11'          |
| 8.           | 1982. június 18.     | Alicante, Estadio José Rico Pérez (ESP) | Argentína    | 4 – 1        | Magyarország  | vb-csoportkör | 1            | 76'          |
| 9.           | 1982. június 22.     | Elche, Nueva Estadio (ESP)              | Belgium      | 1 – 1        | Magyarország  | vb-csoportkör | -            |              |
| 10.          | 1983. március 27.    | Luxembourg                              | Luxemburg    | 2 – 6        | Magyarország  | Eb-selejtező  | 1            | 51'          |
| 11.          | 1983. április 13.    | Coimbra, Municipal-stadion              | Portugália   | 0 – 0        | Magyarország  | barátságos    | -            |              |
| 12.          | 1983. április 17.    | Budapest, Népstadion                    | Magyarország | 6 – 2        | Luxemburg     | Eb-selejtező  | -            | 26'          |
| 13.          | 1983. október 26.    | Budapest, Népstadion                    | Magyarország | 1 – 0        | Dánia         | Eb-selejtező  | -            |              |
| 14.          | 1985. január 29.     | Hamburg, Volksparkstadion               | NSZK         | 0 – 1        | Magyarország  | barátságos    | -            | 66'          |
| 15.          | 1987. július 28.     | Lipcse, Zentralstadion                  | NDK          | 0 – 0        | Magyarország  | barátságos    | -            | 67'          |
|              | Összesen             |                                         |              | 15           | mérkőzés      |               | 4            | gól          |